# Auguste Miquel
Auguste Miquel (* um 1816 in Albi; † 1851) war ein französischer Mathematiker, bekannt für Beiträge zur Geometrie.

## Leben
Über Auguste Miquel wenig bekannt. Er erhielt 1835/36 das Baccalauréat in Literatur und danach das in Wissenschaften und studierte anschließend ein Jahr Mathematik in Paris. Noch als Schüler am dortigen Institution Barbet, einer Vorbereitungsschule für die Grande école, publizierte er 1836 in dem für kurze Zeit bestehenden Journal Le Géomètre einen mathematischen Aufsatz, in dem er Sätze von Jakob Steiner bewies, für die zuvor noch keine Beweise veröffentlicht waren.
Nach seinem Studium unterrichtete er in Nantua (als Régent), in Castres (Südfrankreich) und anderen Orten, im Département Gard am Collège in Bagnols-sur-Cèze und Le Vigan. Er veröffentlichte verschiedene Aufsätze über Geometrie in dem von Joseph Liouville 1836 gegründeten Journal de mathématiques pures et appliquées (genannt „Journal de Liouville“).

## Sätze über die Schnittpunkte von Kreisen

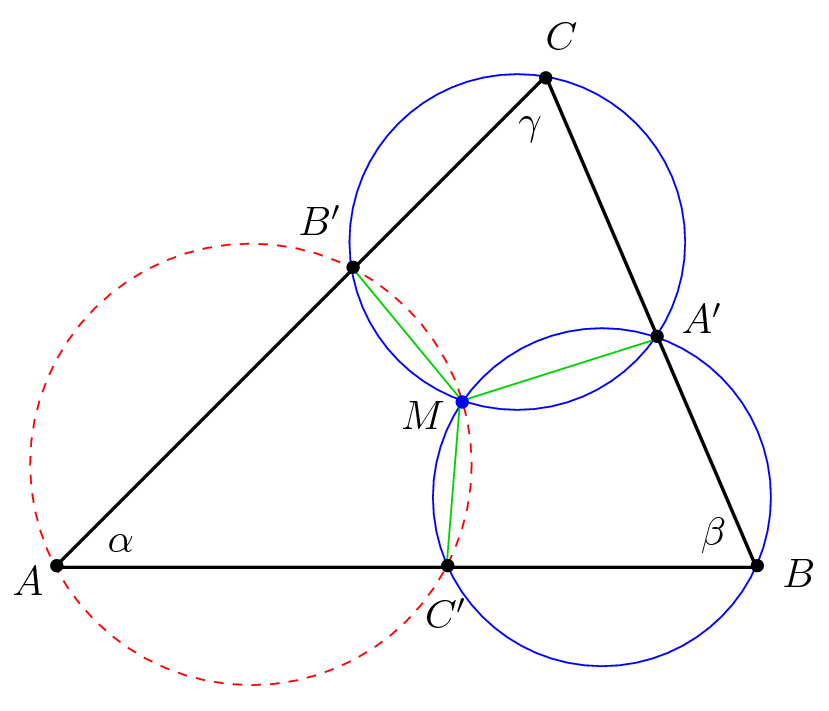
Satz von Miquel; M = Miquel-Punkt

Auguste Miquel ist insbesondere für Sätze über die Schnittpunkte von Kreisen bekannt, die er 1838 veröffentlichte.
- Satz von Miquel, auch Dreiecksatz von Miquel: Über die Schnittpunkte einer Kette von drei Kreisen (Miquel-Kreise), die jeweils durch eine der Ecken eines Dreiecks gehen und bei denen die Schnittpunkte benachbarter Kreise auf den Dreiecksseiten liegen: im zweiten Schnittpunkt (Miquel-Punkt) schneiden sich alle drei Kreise.[8]
Es gibt eine verallgemeinerte Version (auch Vierecksatz von Miquel),[9] die aber schon vorher William Wallace und Jakob Steiner bekannt war:[10] man betrachte vier Geraden, von denen jeweils drei Geraden vier Dreiecke bilden. Die Umkreise der Dreiecke schneiden sich in einem Punkt (Miquel-Punkt).
- Fünfkreisesatz von Miquel[11] bzw. Pentagramm-Satz von Miquel[12] (auch Pentagon-Satz von Miquel[13]): Man betrachte ein konvexes Pentagon und verlängere die Seiten zu einem Pentagramm und bilde die Umkreise der fünf Dreiecke, die im Pentagramm über das Pentagon hinausragen. Die zweiten Schnittpunkte benachbarter Umkreise liegen auf einem Kreis.
- Sechskreisesatz: Vier Kreise bilden eine Kette, wobei benachbarte Kreise sich jeweils in zwei Punkten schneiden. Falls vier der Schnittpunkte auf einem Kreis, liegen die anderen auch auf einem Kreis.

## Schriften
Im Journal de mathématiques pures et appliquées, Paris (Journal de Liouville):
- Sur quelques questions relatives à la théorie des Courbes, Band 3, 1838, S. 202–208, Gallica
- Théorèmes de Géométrie, Band 3, 1838, S. 485–487 (Satz von Miquel), Gallica
- Théorèmes sur les intersections des cercles et des spheres, Band 3, 1838, S. 517–522, Gallica
- Mémoire de Géométrie, drei Teile, Band 9, 1844, S. 20–27, Band 10, 1845, S. 347–350, Band 11, 1846, S. 65–75, Teil 1, Gallica, Teil 2, Gallica, Teil 3, Gallica

Sonst:
- Problème d'Optique, Nouvelles Annales de Mathématiques, Band 5, 1846, S. 235–238, Online